# Rhacaplacarus spiniferus
Rhacaplacarus spiniferus är en kvalsterart som beskrevs av Sandór Mahunka 1993. Rhacaplacarus spiniferus ingår i släktet Rhacaplacarus och familjen Phthiracaridae. Inga underarter finns listade i Catalogue of Life.